# Chimaera jordani
Chimaera jordani là một loài cá thuộc họ Chimaeridae. Nó được tìm thấy ở Nhật Bản, Madagascar, and Mozambique. Môi trường sống tự nhiên của chúng là các vùng biển mở. Nó bị đe dọa do mất môi trường sống.